# Corsair gaming
Corsair Gaming, Inc. je američka kompanija za računarske periferije i hardver sa sedištem u Milpitasu, Kalifornija.
Ranije Corsair Components i Corsair Memory, je inkorporiran u Kaliforniji u januaru 1994. kao Corsair Microsystems i ponovo inkorporiran u Delaveru 2007. godine.
Dizajnira i prodaje niz računarskih proizvoda, uključujući DRAM module velike brzine, ATX napajanja (PSU), USB fleš memorije (UFD),  hlađenje za grafičke kartice i procesore, periferne uređaje (kao što su tastature i miševi), kućišta za računare, SSD uređaji (SSD) i zvučnici.
Zakupljuje proizvodni pogon u gradu Taojuan na Tajvanu za sklapanje, testiranje i pakovanje odabranih proizvoda, sa distributivnim centrima u Severnoj Americi, Evropi i Aziji i kancelarijama za prodaju i marketing na glavnim tržištima širom sveta.‍:41 Simbol oznake CRSR na NASDAQ berzi.
Naredbe o zaključavanju povezane sa pandemijom COVID-19 i porast potražnje za računarskom opremom, uključujući sektor kompjuterskih igara, doveli su do značajnog kratkoročnog povećanja prihoda Corsair-a.

## Istorija
Kompaniju su osnovali kao Corsair Microsystems Inc. 1994. Andi Pol, Don Liberman i Džon Bikli. Corsair je prvobitno razvio keš module nivoa 2, nazvane keš na štapiću (COASt) moduli, za OEM proizvođače. Nakon što je Intel ugradio L2 keš memoriju u procesor sa izdavanjem svoje porodice procesora Pentium Pro, Corsair je promenio fokus na DRAM module, prvenstveno na tržištu servera.
Ovaj napor je predvodio Ričard Hašim, jedan od prvih zaposlenih u Corsair-u. Godine 2002, Corsair je počeo da isporučuje DRAM module koji su dizajnirani da se dopadnu računarskim entuzijastima, koji su ih koristili za overklok. Od tada, Corsair je nastavio da proizvodi memorijske module za računare, a dodao je i druge komponente računara.
Corsair je proširio svoju proizvodnju DRAM memorijskih modula na vrhunsko tržište za overklok. Ovo proširenje omogućava platforme velike snage i mogućnost dobijanja više performansi iz procesora i RAM memorija. Corsair Vengeance Pro serije i Corsair Dominator Platinum serije su napravljene za aplikacije za overklok.
Corsair je od tada proširio svoju liniju proizvoda na mnoge tipove vrhunskih perifernih uređaja za igre, rešenja za vazdušno i vodeno hlađenje visokih performansi i druge komponente za entuzijaste. Otprilike 2009. godine, Corsair je kontaktirao CoolIT Sistems da integriše njihovu tehnologiju hlađenja  u Corsair-ove proizvode, što je rezultiralo dugoročnim partnerstvom.
U maju 2021., Corsair je najavio da će preseliti svoje sedište iz Frimonta u Milpitas, a novi zakup će stupiti na snagu u martu 2022.

## Transakcije
Dana 26. jula 2017. godine, EagleTree Capital je sklopio ugovor o sticanju većinskog udela u Corsair-u od Francisco Partners-a i nekoliko drugih manjinskih akcionara u poslu vrednom 525 miliona dolara. Osnivač i izvršni direktor Corsair-a Andi Pol zadržava svoj udeo u kapitalu i ostaje u svojoj ulozi izvršnog direktora.
Dana 27. juna 2018, Corsair je najavio da će preuzeti Elgato Gaming od minhenske kompanije Elgato, isključujući njihov Eve odeljenje koje je izdvojeno kao Eve Systems.
Dana 24. jula 2019. objavljeno je da je Corsair Components, Inc. kupio ORIGIN PC Corp.
Dana 16. decembra 2019, Corsair je objavio svoju nameru da kupi SCUF Gaming.
Corsair je 21. avgusta 2020. podneo dokumente za registraciju američkoj Komisiji za hartije od vrednosti za planiranu IPO od 100 miliona dolara.

## Proizvodi
Proizvodi kompanije uključuju:
- DRAM i DIMM memorijski moduli za desktop i laptop računare
- USB fleš memorije
- ATX i SFX Napajanja
- Kućišta za računare
- Unapred izgrađeni vrhunski računari za igre
- Hlađenje CPU-a i GPU-a
- Ventilatori za kućišta računara
- SSD-ovi
- Gejmerske slušalice
- Stalci za slušalice
- Gaming Monitori
- Veb kamere i kamere za strimovanje
- Gejmerske tastature
- Gejmerski miševi
- Podloge za miš
- Gaming stolice
- Mikrofoni
- Kartice za snimanje
- Računarske komponente

Pošto je prilagođena računarska industrija iskusila povećano interesovanje za proizvode sa RGB osvetljenjem, Corsair je ovu funkciju dodao u skoro sve svoje linije proizvoda. U industriji igara, Corsair ima najveći udeo na tržištu memorijskih modula (oko 44% ) i tastatura za igre (oko 14% ).

## Spoljašnje veze
- Званични веб-сајт